# Bruce Kingsbury
Bruce Steel Kingsbury (8 de enero de 1918-29 de agosto de 1942) fue un soldado australiano que participó en la Segunda Guerra Mundial. Al principio de este conflicto estuvo sirviendo en Oriente Medio pero se trasladó a Papúa Nueva Guinea para intervenir en la batalla de Isurava, uno de los varios enfrentamientos de la Campaña del Sendero de Kokoda. El 29 de agosto de 1942, tras ser uno de los pocos supervivientes de un pelotón que había sido superado por los japoneses, se unió a otro grupo que tenía la consigna de contraatacar al enemigo. Kingsbury arremetió contra los japoneses con una ametralladora Bren desde su cintura, una acción que le permitió abrirse camino causando varias bajas japonesas. Sin embargo fue alcanzado por el disparo de un francotirador japonés que le causó la muerte.
La labor del joven, al conseguir retrasar el avance de los japoneses lo suficiente como para que los australianos fortalecieran sus posiciones, fue esencial en la salvaguarda de los cuarteles generales de su batallón. En reconocimiento a su valentía se le otorgó de forma póstuma la Cruz Victoria —el premio más prestigioso otorgado a miembros de las fuerzas británicas y de la Mancomunidad de Naciones (Commonwealth)—, convirtiéndose así en el primer soldado miembro del 2/14.ª Batallón de Infantería en recibirla.

## Infancia y juventud
Bruce Kingsbury nació en el suburbio Preston de Melbourne el 8 de enero de 1918. Era el segundo hijo de Philip Blencowe Kingsbury, un agente de bienes inmuebles; y su mujer Florence Annie —cuyo apellido de soltera era Steel—. Pasó los primeros años en Prahran, en donde conoció a su amigo Allen Avery cuando tenía cinco años de edad. Ambos solían jugar con cochecitos de madera que rodaban por las calles. Kingsbury asistió a la escuela estatal de Windsor, donde consiguió una beca por sus buenas notas para estudiar en el Melbourne Technical College. Avery en cambio se inscribió en un curso agrícola en Longerenong. Pese al desinterés y a que sus resultados en las pruebas vocacionales le sugerían el oficio de impresor, Kingsbury debió encargarse del negocio de inmuebles de su padre.
No pasó mucho tiempo para que el joven buscara empleo como cuidador en una granja en Boundary Bend, cerca de donde trabajaba Avery. Tres meses después, en febrero de 1936, el par de amigos optó por salir de aventura y comenzaron a viajar hacia el norte, pasando a través de Victoria occidental y Nueva Gales del Sur. Durante su recorrido estuvieron trabajando temporalmente en algunas granjas y propiedades. Tras llegar a Sídney, varios meses después, regresaron a Melbourne en el primer tren de vuelta. Aunque Kingsbury retomó su empleo en la agencia inmobiliaria familiar y Avery se dedicó a la enfermería, durante su tiempo libre acudían a bailes y fiestas. Fue en ese tiempo cuando el primero conoció a Leila Bradbury, su prometida. Con el advenimiento de la guerra en Europa, Kingsbury y Avery optaron por alistarse en la milicia y, pese a la desaprobación de sus padres, Kingsbury firmó con la Fuerza Imperial Australiana en Caulfield, el 29 de mayo de 1940.

## Oriente Medio
Kingsbury fue asignado al 2/2.º Batallón Pionero, pero solicitó su transferencia al 2/14.ª Batallón de Infantería en donde estaba Avery, que se había alistado el mismo día aunque en otro centro de reclutamiento. Tuvieron su formación básica en Puckapunyal, en donde se les asignó en la misma sección —sección 7 del pelotón 9— y recibieron adiestramiento militar, prácticas con rifle y formación de batalla simulada. Al recibir la noticia de que debían salir al extranjero, Kingsbury le pidió a Avery que lo acompañara de vuelta a Melbourne para proponerle matrimonio a Leila y organizar los detalles de la boda. Una vez ahí el joven le obsequió a su prometida un reloj de pulso y, aunque su intención era formalizar el matrimonio, lo cierto era que no había tiempo para arreglar una licencia matrimonial antes de su partida, así que su unión nunca pudo concretarse.
Kingsbury y el resto de la 7.ª División fueron embarcados al Oriente Medio a finales de 1940. Después de pasar un tiempo en Tel Aviv y las áreas circundantes, la división continuó su entrenamiento mientras esperaba nuevas órdenes. El 9 de abril fue enviada al frente en Mersa Matruh, Egipto, para servir de apoyo a las fuerzas de defensa de la Comunidad De Naciones (Commonwealth) y reemplazar a una unidad escocesa en la guarnición. El 23 de mayo la brigada de Kingsbury fue enviada de vuelta a Palestina para intervenir en Siria y Líbano, donde lucharon contra la Francia de Vichy en las cordilleras libanesas, como parte de un ataque de tres direcciones sobre Beirut. Durante este tiempo la división luchó en varias ciudades incluida Jezzina, en donde Avery fue herido por una granada que le introddujo metralla en su espina dorsal. En reconocimiento a su «estupendo valor y devoción» recibió la Medalla Militar. A medida que la guerra con la Francia de Vichy llegaba a su conclusión, el 11 de julio Kingsbury y Avery fueron elegidos para unirse a un contingente que recogía y enterraba a los muertos en batalla. El batallón se quedó en Beirut por unos cuantos meses más, y luego en un campamento semipermanente que instalaron en Cerro 69, fuera de Jerusalén.
El 30 de enero de 1942, la división abandonó Egipto para ir a Australia, navegando vía Bombay, donde era requerida para luchar contra los japoneses. El batallón de Kingsbury tocó tierra en Adelaida y continuó hacia Melbourne por tren. A su arribo el 16 de marzo tuvieron una semana libre e inmediatamente después entrenaron en Glen Innes, antes de acampar en Yandina, Queensland. El 5 de agosto se movieron hacia el norte con dirección a Brisbane, a bordo de un barco a Puerto Moresby, para unirse a la lucha en Nueva Guinea y apoyar a una tropa compuesta mayormente de milicia que había comprometido su posición en una arriesgada acción defensiva.

## Campaña del sendero de Kokoda

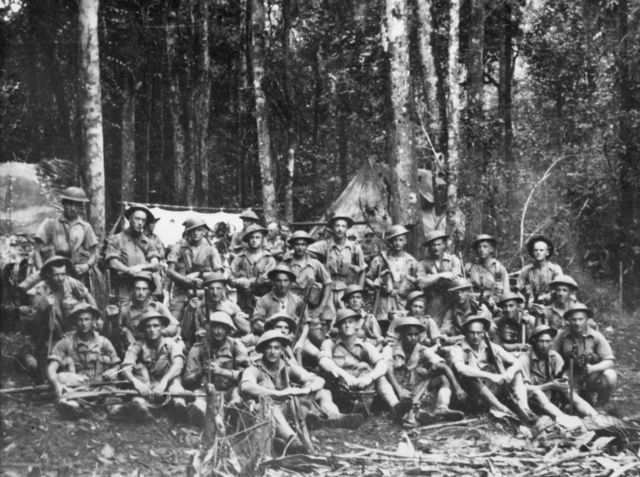
Kingsbury Con los otros miembros de su pelotón el 16 de agosto de 1942

Tras la Batalla del Mar del Coral, los japoneses abandonaron su intento de capturar Puerto Moresby desde el mar y, el 21 de julio, tocaron tierra en Buna en el noreste de Papúa. Después de capturar la ciudad de Kokoda por segunda vez el 9 de agosto, los japoneses empezaron a avanzar a lo largo del sendero de Kokoda hacia Puerto Moresby. La fuerte fuerza japonesa de 2500 elementos se encontró con los Batallones de Infantería 39.º y 53.ª, en la ciudad de Isurava. A medida que la batalla empezaba su desarrollo, el 26 de agosto, miembros del 2/14.º, incluyendo Kingsbury, llegaron a Isurava para reforzar al agotado Batallón 39.º.

### Batalla de Isurava
Los dos batallones combinados comenzaron a cavar alrededor de Isurava. En la parte superior del cerro habían instalado un cuartel general, que era vital para la defensa de la posición. Mientras los australianos estaban cavando, los japoneses dirigidos por el General Tomitarō Horii se preparaban para lanzar su ofensiva, la cual comenzó el 28 de agosto. Los australianos, que al principio habían sido superados en número pero que ahora estaban aproximadamente iguales en fuerza a los japoneses, resistieron el fuego pesado de ametralladoras y el combate mano a mano. El 29 de agosto los japoneses se abrieron camino a través del flanco derecho, empujando a los australianos hacia atrás con fuego pesado, lo cual ponía en riesgo a su cuartel general. Para el contraataque algunos elementos se ofrecieron voluntariamente para unirse a otro grupo que iría a la ofensiva. Kingsbury, uno de los pocos supervivientes de su pelotón, bajó corriendo por el sendero para integrarse a este nuevo grupo. De acuerdo al teniente coronel Phil Rhoden: «podías ver su ametralladora Bren tendida y su gran posadera en vaivén con el impulso que iba tomando, seguido por Alan Avery. Iban contentos, parecía que se dirigían a un picnic».
Usando una ametralladora Bren que había tomado del cabo herido Lindsay Bear, Kingsbury, Avery y el resto del grupo se enfrentaron a los japoneses cercanos. El fuego era tan pesado que la maleza acabó destruida por completo en cinco minutos. Fue entonces cuando Kingsbury, disparando desde su cadera, cargó directamente contra los japoneses. Según Allen Avery: «salió adelante con su Bren y simplemente los iba derribando. Era una inspiración para todos los demás que le rodeaban. Había grupos de japoneses aquí y allá, y él tan solo los derribaba». Sus acciones desmoralizaron a los japoneses: mató a varios y obligó a otros a buscar refugio. El resto del grupo australiano, inspirado en las acciones de Kingsbury, forzó a los japoneses a retirarse a la selva. Sin embargo, instantes después vieron a Kingsbury caer al suelo abatido por un francotirador japonés que había disparado desde la espesura, y que después de ello se dio a la huida. Avery —que estaba aproximadamente a dos metros de su amigo— trató de alcanzarle pero no logró capturarlo y regresó para llevar a Kingsbury al puesto de ayuda del regimiento, en donde se percataron que el joven ya no presentaba señales de vida.

## Legado

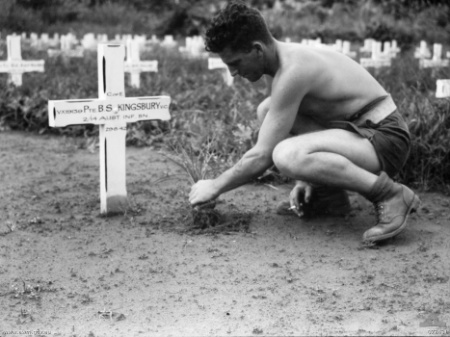
El guardavía R. Williams atiende la tumba de Kingsbury en 1944

Las acciones de Kingsbury fueron un punto de inflexión en la batalla: los japoneses comenzaban a atacar cada vez con mayor impulso, amenazando con invadir los cuarteles generales del 2/14.º. El ataque del joven australiano logró detener temporalmente su avance, permitiendo a las tropas estabilizar sus posiciones, recuperar el control y defender el cuartel general del batallón. Su acto de valentía sirvió de inspiración a los demás soldados, pese a que la batalla acabó en derrota para los australianos, después de que elementos de la 2/14.ª rompieran filas por la tarde del 29 de agosto. El resto del batallón se retiró por la noche, aunque sufrió otra derrota y varias bajas más en otro enfrentamiento al día siguiente, en el área circundante a la Isurava Guest House.
Algunos autores y analistas militares coincidieron que de no haber sido por el ataque de Kingsbury los japoneses habrían aniquilado al batallón. Su ataque en oleadas le había resultado eficaz a los japoneses, permitiéndoles escalar el cerro empinado para aventajar a los australianos y ganar la batalla. En cambio, estos últimos estaban cortos de suministro, por lo que de haber seguido con esa tendencia habrían tenido que romper filas. No obstante, los japoneses habrían aislado el cuartel general para entonces, impidiendo su retirada al pueblo de Alola.
Por sus acciones en la batalla, Kingsbury recibió la Cruz Victoria y el acto quedó registrado en el boletín oficial el 9 de febrero de 1943. La publicación señalaba textualmente:

Oficina de Guerra, Febrero 9, 1943. El REY está complacido de aprobar los premios póstumos de la CRUZ VICTORIA a: --No VX 19139 Soldado. Bruce Steel Kingsbury, Fuerzas Militares Australianas. En Nueva Guinea, el Batallón al cual pertenecía el Soldado Kingsbury había resguardado una posición en el área de Isurava por dos días en contra de feroces ataques enemigos. El 29 de agosto, 1942, el enemigo atacó con tal fuerza que lograron pasar a través del flanco derecho del Batallón hacia su Cuartel General. Para evadir que la situación se volviera más desesperada, era esencial retomar inmediatamente el terreno perdido en el flanco derecho. El Soldado Kingsbury, quien fue uno de los pocos supervivientes de un pelotón que había sido sobrepasado y cortado severamente por el enemigo, inmediatamente se ofreció en unirse a un pelotón diferente al cual se le habían dado las órdenes de contra atacar. El salió adelante apresurado disparando su Ametralladora Bren desde su cintura a través de las terribles ráfagas de ametralladora y logró hacer un camino entre el enemigo. Arrasando con las posiciones enemigas con su fuego e infligiendo un gran número de bajas entre ellos, el Soldado Kingsbury fue visto caer al suelo abatido, por la bala de un francotirador escondido en el bosque. El Soldado Kingsbury mostró un desapego total de su propia seguridad. Su iniciativa y gran coraje hicieron posible la recaptura de la posición la cual sin duda salvó el Cuartel General del Batallón, así como también causó grandes bajas entre el enemigo. Su genialidad, determinación y devoción al deber frente a grandes dificultades fue una inspiración para sus camaradas.

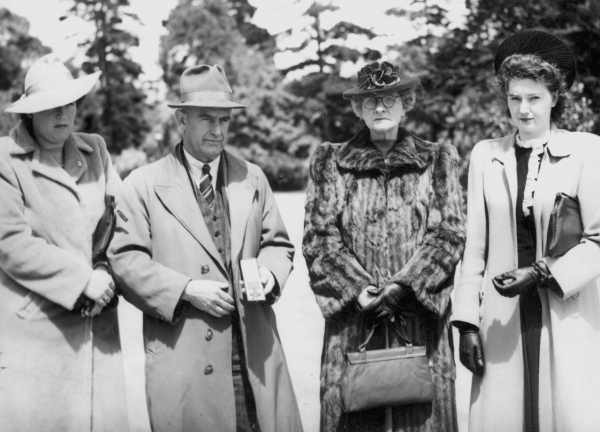
La familia de Kingsbury aceptando la Cruz Victoria en su nombre.

Kingsbury fue el primer soldado australiano en ser premiado con la Cruz Victoria por sus acciones en el Pacífico Sur y también el primero en territorio australiano. La sección de Kingsbury permanece como la más condecorada en el Imperio Británico; además de la Cruz Victoria sus demás elementos se hicieron acreedores a una Medalla de Conducta Distinguida y cuatro Medallas Militares al término de la guerra. Fue también el pelotón con la mayor proporción de pérdidas durante la Campaña de Kokoda. A manera anecdótica Roberto Thompson, sargento del pelotón de Kingsbury, comentó que cuando recomendó al joven para la Cruz Victoria le indicaron en varias ocasiones que «por favor lo escribiera con un poco más de acción y tal» y «el mismo día, o al día siguiente, había otro capitán llamado Charlie McCarthy [sic, McCallum], que había hecho algo que quizá merecía más el premio pero solo iban a entregar una Cruz, y Bruce la obtuvo. No lo juzgo. Fue recomendado, y Charlie desafortunadamente no...».
La Roca Kingsbury, situada cerca del sitio donde Kingsbury murió, resulta visible desde la colina en donde yacía el cuartel general del 2/14.º. Desde entonces forma parte del denominado Monumento Isurava. El cuerpo de Kingsbury fue sepultado en el Cementerio Bomana, en Puerto Moresby, y su Cruz Victoria se encuentra en exhibición en el Memorial de Guerra australiano, Canberra. El suburbio de Kingsbury, en Melbourne, fue nombrado así en su honor así como un área de descanso en el Remembrance Driveway y una calle en el suburbio de Canberra de Gowrie. El canal de televisión History Channel expuso la historia de Kingsbury en el programa For Valour.